# Suovajärvi (sjö, lat 66,28, long 28,63)
Suovajärvi är en sjö i Finland. Den ligger i kommunen Kuusamo i landskapet Norra Österbotten, i den norra delen av landet, 700 km norr om huvudstaden Helsingfors. Suovajärvi ligger 279,2 meter över havet. Arean är 28,9 hektar och strandlinjen är 5,17 kilometer lång. Sjön  ingår i Koundaälvens huvudavrinningsområde. 